# Talpa davidiana
El topo del Padre David (Talpa davidiana) es una especie de mamífero soricomorfo de la familia Talpidae.

## Distribución
Se encuentra en Irán y Turquía, siendo su presencia en Siria dudosa.

## Estado de conservación
Se encuentra amenazada de extinción por la pérdida de su hábitat natural.